# Niveau à bulle
Pour les articles homonymes, voir Niveau et Niveau (outil).

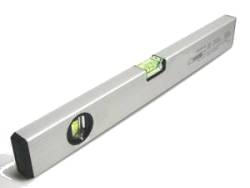
Un niveau à bulle.

Un niveau à bulle est un élément d'un instrument de mesure conçu pour indiquer si une surface correspond à l'angle de référence. L'horizontale, la verticale et 45° sont généralement proposés sur la règle du maçon ou du charpentier.
On s'assure de l'horizontale et de la qualité de l'instrument en effectuant une seconde mesure sur la même droite en ayant retourné l'instrument. Tout plan possède une direction horizontale et qu'il faut deux directions (de préférence) orthogonales horizontales pour définir un plan horizontal. 
Il existe aussi des niveaux dont la forme de la fiole est une portion de sphère pour aligner rapidement une composante verticale équivalent au fil à plomb. On les appelle nivelle quand ils sont solidaires d'un pied, d'un instrument ou d'un appareil.  Elles sont utilisées dans les trépieds de théodolites et de lunettes ou télescopes transportables.
En géodésie, ils servent de base aux inclinomètres.

## Principe de fonctionnement

Principe schématique d'une fiole de niveau à bulle. La courbure est exagérée.

L'instrument comprend au moins une fiole transparente de forme torique ou, plus couramment, en forme de tonneau qui n'est que partiellement remplie d'un liquide coloré, en général en jaune, le plus souvent de l'éthanol (du fait de la faible viscosité et tension superficielle des alcools), dans lequel une bulle d'air est prisonnière. Cette bulle, de par le principe d'Archimède tend à occuper l'espace le plus élevé de la fiole.  Deux traits indiquent la position où doit se trouver la bulle pour correspondre au niveau. La courbure du tube permet le calage de la bulle entre ces repères ; en effet, si le tube était cylindrique, le calage serait impossible, la bulle ne pouvant être positionnée qu'à une extrémité sans pouvoir l'isoler au milieu, position théorique impraticable.  La coloration jaune-vert fluo est obtenue par l'ajout de fluorescéine au liquide.
Le rayon de courbure du dessus de la fiole détermine la sensibilité de l'instrument (avec un déplacement conventionnel de la bulle de 2 mm).
- un inclinomètre possède un petit rayon de courbure avec une plage de mesure plus étendue,
- un niveau courant de maçon ou de charpentier, d'une sensibilité de 1 mm par mètre, possède un rayon de courbure d'environ 2 mètres[1],
- un niveau de précision peut avoir un rayon de courbure supérieur à 100 mètres.  La fiole est généralement plus longue ainsi que la bulle afin de lui communiquer plus de force pour accéder au sommet de la courbure.  Il peut aussi contenir de l'ether ou un autre liquide, propre au fabricant, en place de l'éthanol.  Une telle précision serait impossible à obtenir avec un archipendule.

## Histoire
Les romains utilisaient un chorobate.
Avant les publications relatives aux niveaux à bulle d'air, les niveaux à fil à plomb étaient déjà en usage (Archipendule (it)).
Une fois le concept de niveau à bulle d'air inventé, celui-ci est dans un premier temps resté réservé aux usage de précision : les ouvriers du bâtiments (charpentiers, maçons, menuisiers, etc.) continuaient à utiliser un niveau de bois perpendiculaire au fil à plomb, au moins jusqu'à la fin du dix-huitième siècle.
Des "niveaux à bouteilles" étaient également en usage ; il s'agissait d'un canon canon/tube en fer blanc, d'un pouce de diamètre sur quatre pieds de long, terminé à chaque extrémité par une fiole ou un tube de verre étanchéifié au mastic.
Le niveau à bulle serait l'invention du physicien et écrivain français Melchisédech Thévenot (1620-1692) vers 1660, et au plus tard en 1661.
Thévenot a en particulier publié un ouvrage "Machine nouvelle, pour la conduite des eaux, pour les Bâtiments, pour la Navigation et pour la plupart des autres Arts", décrivant notamment le niveau à bulle d'air, et dont l'édition a été réalisée par une assemblé chez monsieur Thévenot. Une correspondance avec Christiaan Huygens, pourrait permettre de dater antérieurement cette invention.
En 1764, la technologie du niveau à bulle d'air est décrit et illustré dans l'ouvrage d'astronomie de La Lande. On y apprend que le façonnement de l'instrument aurait été délicat à plusieurs égards, dont notamment la fabrique d'un tube lisse et sans aspérité, dans le choix de la taille de la bulle, mais aussi dans le choix du fluide adéquat. Toutefois, Chesy pouvait déjà atteindre une précision de l'ordre de la seconde d'angle.
La technique de la bulle d'air a été reprise dans divers instruments: comme le niveau à lunette ou le niveau à pinule.
Au dix-huitième siècle, le niveau à bulle d'air pouvait déjà atteindre une précision de l’ordre du demi ou de quart de seconde d'angle.
Au dix-huitième siècle, le niveau à bulle d'air pouvait déjà être utilisé pour des expériences de météorologie, pour le nivellement des rivières.
Au dix-huitième siècle, commençait à être disponible le quart de cercle, d'Elton et Radouais qui ont remplacé le fil à plomb ainsi que l'horizon de la mer par un niveau à bulle d'air moindrement assujetti au mouvement du vaisseau.
Au dix-huitième siècle, le niveau à bulle d'air était également incorporé à certains octants.
A une certaine époque, le niveau à bulle a été utilisé par Paul-Adrien Bourdalouë pour le nivellement de l'isthme de Suez ayant démontré la possibilité d'un canal.
Le niveau "Fell All-Way precision level", premier niveau américain à succès pour l'utilisation des machines outil, a été inventé par William B. Fell, Rockford, Illinois avant la seconde guerre en 1939.

## Exemples

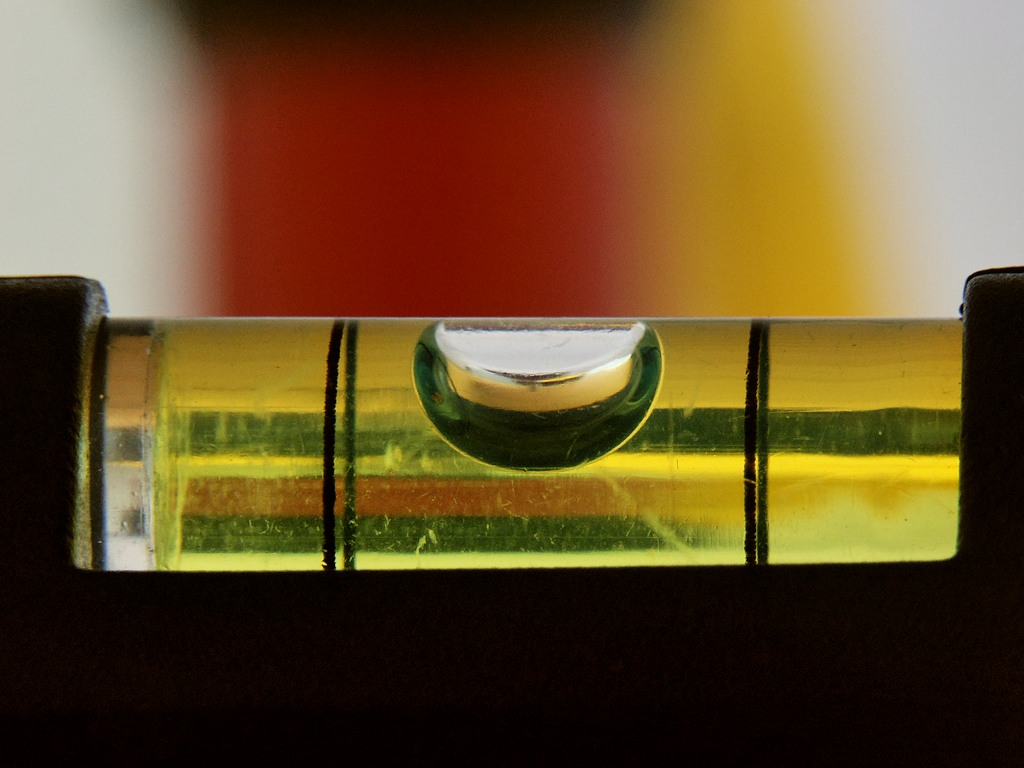
Horizontalité indiquée par la localisation de la bulle entre les marques centrales du niveau
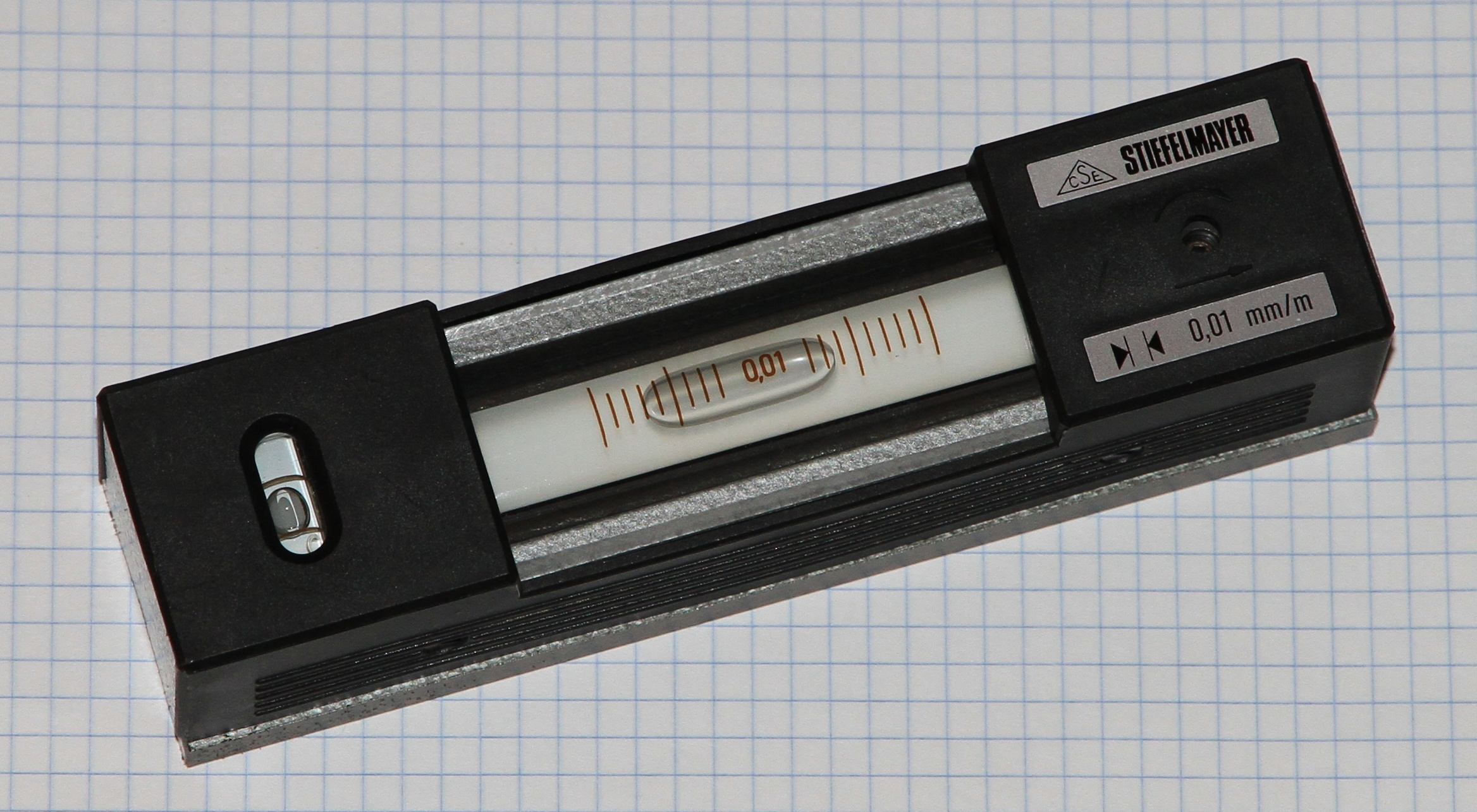
Niveau de précision (0,01 mm/m)
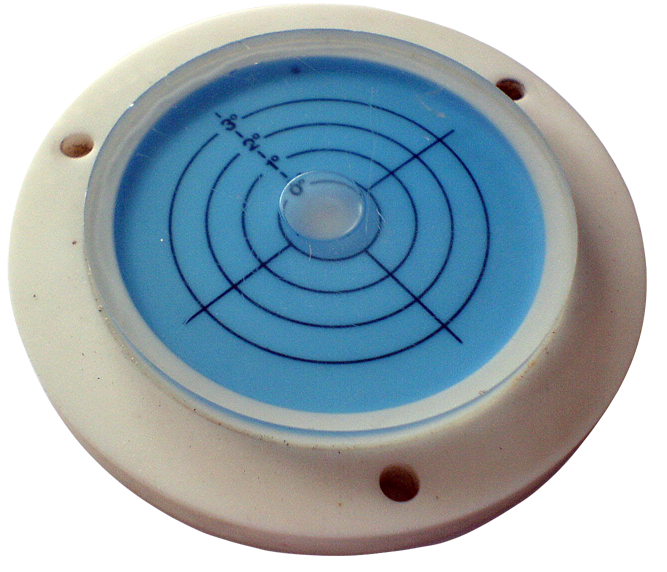
Nivelle
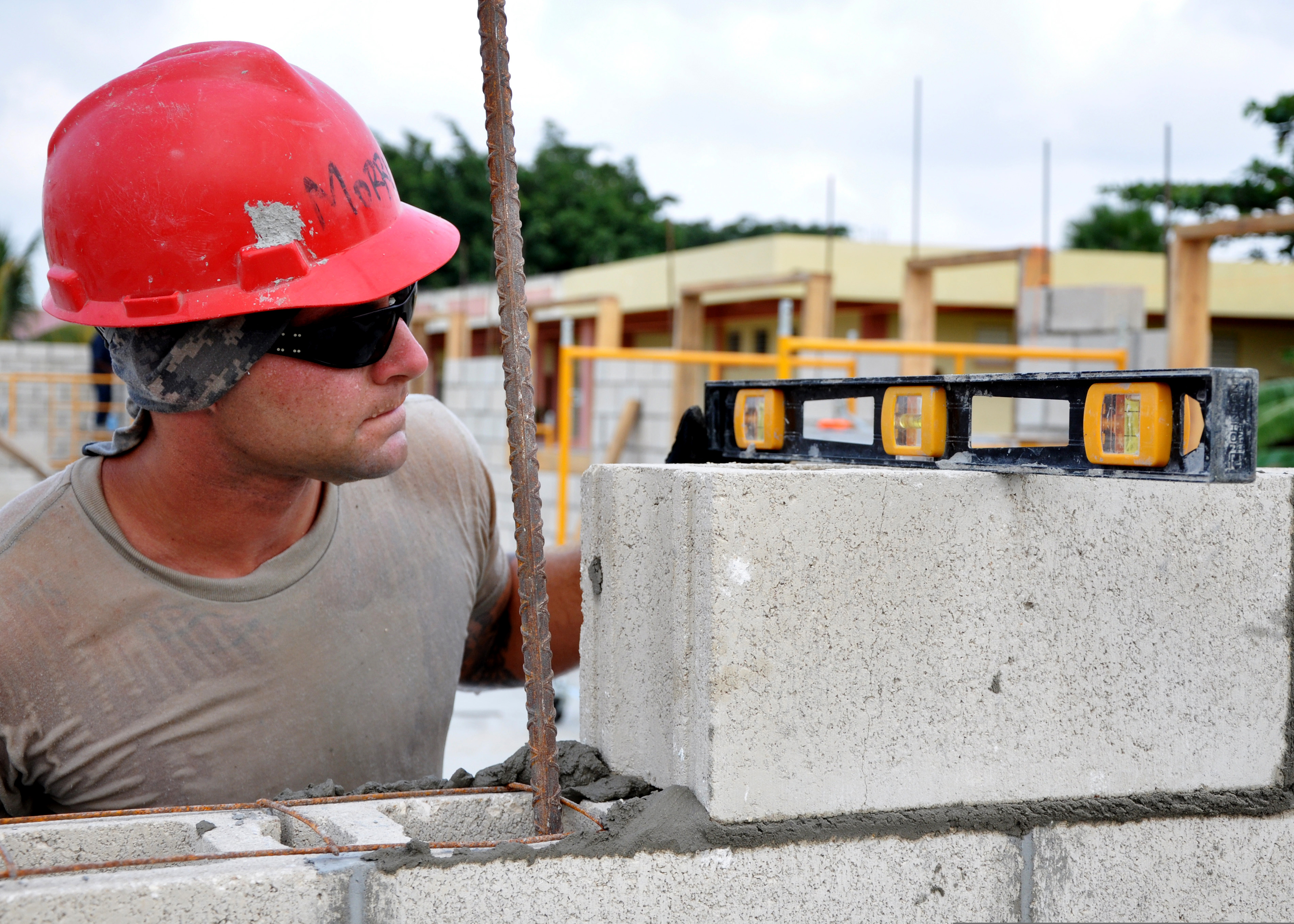
Utilisation du niveau sur un chantier BTP en Lousiane Etats-Unis, 2013